# Kanton Saint-James
Saint-James is een voormalig kanton van het Franse departement Manche. Het kanton maakte deel uit van het arrondissement Avranches tot het op 22 maart 2015 werd opgeheven en de gemeenten werden opgenomen in het kanton Saint-Hilaire-du-Harcouët.

## Gemeenten
Het kanton Saint-James omvatte de volgende gemeenten:
- Argouges
- Carnet
- La Croix-Avranchin
- Hamelin
- Montanel
- Montjoie-Saint-Martin
- Saint-Aubin-de-Terregatte
- Saint-James (hoofdplaats)
- Saint-Laurent-de-Terregatte
- Saint-Senier-de-Beuvron
- Vergoncey
- Villiers-le-Pré